# Leopoldia caucasica
Leopoldia caucasica är en sparrisväxtart som först beskrevs av August Heinrich Rudolf Grisebach, och fick sitt nu gällande namn av A.S.Losina- Losinskaja. Leopoldia caucasica ingår i släktet Leopoldia och familjen sparrisväxter. Inga underarter finns listade i Catalogue of Life.